# Sint-Theresiakerk (Schaarbeek)
De Sint-Theresiakerk (Frans: Église Sainte-Thérèse d'Avila) is een rooms-katholiek kerkgebouw te Schaarbeek, gelegen aan Rogierlaan 360.
De bouw van de kerk begon in 1932 en architect was Jules Coomans. Hoewel eerst aan de Heiligen Theresia en Aleidis gewijd, werd de parochie in 1943 gesplitst en werd de kerk enkel nog aan Theresia toegewijd, aangezien de Sint-Aleydiskerk reeds bestond in het andere deel van de parochie.
Het is een bakstenen kerkgebouw met gebruik van beton voor het skelet, in neoromaanse stijl, waarbij de voorgevel geflankeerd wordt door twee identieke torens, elk gedekt met een tentdak. In de voorgevel vindt men een gevelsteen met in reliëf het zegevieren van Christus. In de kerk bevindt zich een fraai beeld van de Madonna met Kind.
Sinds 2015 betrekt de Chaldeeuws-Katholieke Kerk het kerkgebouw onder de naam Mar Addaï - Mar Mari. De Chaldeeuwse parochie is toegewijd aan de heiligen Mari en Thaddeus van Edessa, ook Judas de Zeloot genoemd. De gemeenschap gaat er prat dat de ritus teruggaat tot de Kerk van de eerste christenen, dit wil zeggen zonder Byzantijnse invloed noch Roomse invloed. Deze oude ritus in Arabisch-Perzische traditie startte uit gebedsdiensten in de synagogen.